# Бій під Текучем
Бій під Текучем стався у середині травня 1653 року під час походу Тимоша Хмельницького на Волощину. У цій сутичці козацьке військо розбило невеликий волоський загін під проводом претендента на престол Молдови Георгія Штефана. Ця перемога дала можливість козацько-молдовському війську переправитися через річку Сірет, що змусило волоські війська відступили на територію Волощини.